# Podolí (district de Přerov)
Pour les articles homonymes, voir Podolí.
Podolí (en allemand : Podol) est une commune du district de Přerov, dans la région d'Olomouc, en République tchèque. Sa population s'élevait à 210 habitants en 2020.

## Géographie
Podolí se trouve à 6 km à l'est du centre de Přerov, à 27 km au sud-est d'Olomouc et à 234 km à l'est-sud-est de Prague.
La commune est limitée par Tučín au nord, par Pavlovice u Přerova et Hradčany à l'est, par Čechy au sud, et par Želatovice à l'ouest.

## Histoire
La première mention écrite de la localité date de 1349.

## Transports
Par la route, Podolí se trouve à 6,6 km de Přerov, à 31,5 km d'Olomouc et à 292 km de Prague.